# Firefly
 For alternative betydninger, se Firefly (flertydig). (Se også artikler, som begynder med Firefly)
Firefly var en kortlivet science fiction-tv-serie, skabt af Joss Whedon. Firefly foregår i vores eget univers, om ca. 500 år, og blander space opera- og westerngenrerne. Serien kørte fra 2002-04.
Måske drevet af Josh Whedons tv-successer og Fireflys rimeligt succesrige dvd-udgivelse, investerede filmselskabet Universal Studios i 2005 i en spillefilm, Serenity, bygget på tv-serien. Gode anmeldelser til trods, blev Serenity heller ikke en økonomisk succes.
Firefly er i Danmark blevet vist på TV2 Zulu i maj 2006.